# Sulzemoos
Sulzemoos település Németországban, azon belül Bajorországban. Lakosainak száma 3030 fő (2023. december 31.). Sulzemoos Erdweg és Odelzhausen községekkel határos.

## Népesség
A település népessége az elmúlt években az alábbi módon változott:
| Lakosok száma | 1497 | 625  | 2572 | 2631 | 2682 | 2700 | 2922 | 3099 | 3038 | 3030 |
|               | 1970 | 1975 | 2011 | 2012 | 2014 | 2015 | 2017 | 2019 | 2022 | 2023 |